# Batrachedra eucola
Batrachedra eucola là một loài bướm đêm thuộc họ Batrachedridae. Nó được tìm thấy ở New Zealand.